# Piergiorgio Bertoldi
Piergiorgio Bertoldi (nacido el 26 de julio de 1963) es un arzobispo católico y nuncio apostólico de la Santa Sede.

## Biografía
Nació en Varese, capital de la Provincia de Varese, el 26 de julio de 1963. Fue ordenado diácono transitorio el 8 de diciembre de 1987 y luego presbítero el 11 de junio de 1988, por el cardenal Carlo Maria Martini en la Catedral de Milán, quedando incardinado en la Arquidiócesis de Milán. Asistió a la Pontificia Academia Eclesiástica e ingresó al servicio diplomático de la Santa Sede el 1 de julio de 1995.
Estudió Derecho canónico en la Pontificia Universidad Lateranense.
Prestó sus servicios diplomáticos en las representaciones pontificias de Uganda, República del Congo, Colombia, la antigua Yugoslavia, Rumania, Irán y Brasil.
El 24 de abril de 2015, el Papa Francisco lo nombró Arzobispo titular de Hispellum y nuncio apostólico en Burkina Faso y Níger. Su ordenación episcopal tuvo lugar el 2 de junio de 2015 en Venegono Inferiore, por el cardenal Pietro Parolin.
El 19 de marzo de 2019 , el Papa Francisco lo nombró nuncio apostólico en Mozambique.
El 18 de mayo de 2023, el Papa Francisco lo nombró Nuncio Apostólico en la República Dominicana y Delegado Apostólico en Puerto Rico.